# Bromuro mercurico
Il bromuro mercurico è il sale di mercurio(II) dell'acido bromidrico, di formula HgBr2.
A temperatura ambiente si presenta come un solido bianco inodore. È un composto molto tossico, pericoloso per l'ambiente.